# 阮氏水

阮氏水（1977年12月15日—），越南女性政治人物，她於2016年、2021年分别当选第十四屆、第十五屆越南國會女性代表，代表北𣴓省选区。

## 經歷
阮氏水出生於北寧省桂武縣，2005年7月8日加入越南共產黨。

## 爭議
阮氏水於2017年5月24日在國會上提案表示，越南國內的律師有權控告對越南社會主義共和國跟越南共產黨帶有詆毀內容之陳情民眾，引起具有律師身份之人權活動家與持不同政見者的批判。